# Лада Голд
«Лада Голд» — российский драматический телесериал 2023 года. Производством телесериала занимались онлайн-кинотетар «Иви» и продюсерская компания «Среда».
Премьера телесериала состоялась в Сочи на фестивале онлайн-кинотеатров «Новый сезон» 8 сентября 2023 года. 
Полностью телесериал был выпущен на платформе «Иви» 21 сентября 2023 года.

## Сюжет
В 1990-х криминальный авторитет из Тольятти по кличке Мидас (Павел Прилучный) обманывает других бандитов и прячет «общак», переплавив его в «четвёрку» — «Ладу» из чистого золота. Банду сажает в тюрьму неподкупный капитан Иван Огурцов (Иван Фоминов), а золотую «Ладу» конфискует.
Спустя 20 лет Мидаса,  только что вышедшего из тюрьмы, убивают. В это же время умирает капитан Огурцов. «Ладу» случайно находят внук милиционера Паша (Эльдар Калимулин) и внук бандита Артур (Роман Евдокимов). За золотой «Ладой» и за парнями начинают охоту вышедшие из тюрьмы бандиты — Лысый, Буба, Гришка-певец и бывшая «правая рука» Мидаса — Шамрай.
Артур и Павел, внуки бывших непримиримых врагов, вынуждены объединить усилия, столкнуться с последствиями ошибок своих дедов, подружиться и спасти себя.

## В ролях
- Роман Евдокимов — Артур Дасыгин
- Эльдар Калимулин — Павел Огурцов
- Стася Милославская — Кира, дочь Касыма
- Павел Прилучный — «Мидас» (Михаил Дасыгин), дедушка Артура
- Иван Фоминов — Иван Романович Огурцов, капитан милиции
- Анна Богомолова — Полина, девушка Павла
- Полина Гухман — Олеся, дочь Бубы и Мидаса
- Марина Зудина — «Буба» (Елизавета Игоревна Бубнова)
- Линда Лапиньш — «Буба» в молодости
- Кирилл Полухин — «Толик Лысый»
- Игорь Черневич — «Гришка певец»
- Даниил Воробьёв — Шамрай
- Ольга Тумайкина — Валентина Евгеньевна, мама Полины
- Евгений Сангаджиев — Касым-старший в молодости
- Азиз Бейшеналиев — Касым-старший
- Аскар Ильясов — Касым-младший
- Егор Абрамов — Шамрай в молодости
- Сейдулла Молдаханов — Алмас
- Юрий Цурило — «Главный»
- Валерий Афанасьев — Александр Александрович Комов, подполковник милиции
- Азамат Нигманов — Дамир
- Вита Корниенко ― Ника, рассказчик
- Рамиль Сабитов — Нурлан Алибекович
- Евгений Сидихин — Огурцов в старости
- Амаду Мамадаков — «Фара»

## Саундтрек
В саундтрек телесериала вошло множество треков от «Каспийского груза» до Валерия Сюткина. Специально для сериала Ноггано написал песню «Золотая Лада». Заглавной темой сериала стала песня «Пленная заря», автором слов и исполнительницей которой стала певица Анна Романовская, а композитором — Кирилл Бородулёв.

## Производство
Съёмки телесериала начались в июле 2023 года и проходили преимущественно в Астрахани и Астраханской области — селах Барханы и Рассвет, а также в Московской области и Тольятти.
Сценарист телесериала Егор Чичканов рассказал, что идея сериала возникла за пять лет до начала съемок: 
Мы с Никитой Власовым придумали «Ладу Голд» около пяти лет назад. Как и у любой хорошей истории, у неё долгий путь до экранов. Понятно, что машина, полностью сделанная из золота, это классный движок, но лишь стартовая точка для истории о поколениях. Мы решили рассказать о дедах и внуках. Приключения наших предков полны легенд и домыслов, и мы хотели подарить зрителю понимание, что на самом деле мы — наследники больших историй, просто не отдаём себе в этом отчёт, пока не столкнёмся с ними напрямую.

## Рецензии
Кинокритик Василий Степанов из «Коммерсанта» сравнивает повествование в телесериале с русской народной сказкой и восточным ковром: «Сказочники вторгаются в это кино, обернувшись героями-эпизодниками. Работяги, охранники — в общем, народ»… «В «Ладе Голд» действительно чудится что-то восточное, что-то индийское: отцы и дети кружат в едином хороводе повторяемых из жизни в жизнь ошибок, не особенно задумываясь о драматургических мотивациях или психологических подтекстах».
Катя Загвоздкина из РБК отмечает не только сценарий, но и актёрский состав: «Лада Голд» отлично не только написана, но и исполнена. У телесериала актерский состав мечты: яркие и талантливые молодые российские актёры, которые будто соревнуются, кто кого переиграет».
Автор Film.ru Максим Ершов подчёркивает важность того, что в телесериале нет романтизации бандитизма: «Трудно, конечно, сказать, что «Лада Голд» закрывает бандитскую тему в отечественных фильмах и сериалах. Нет, с криминальным миром зрители попрощаются ещё не скоро. Здорово, что создатели не романтизируют бандитов, а скорее посмеиваются над их разрушительной жаждой власти и денег».